# Houghton (Sussex de l'Ouest)
Pour les articles homonymes, voir Houghton.
Houghton est un village du Sussex de l'Ouest, en Angleterre.